# Henri Bencolin
Henri Bencolin est l'enquêteur fictif des premiers romans policiers de John Dickson Carr. L'auteur abandonne son héros en 1932, y recourant une dernière fois dans un roman paru en 1938. Juge d'instruction de Paris, Bencolin évoque par son physique et sa morale nul autre que Méphistophélès. Les énigmes policières résolues par Bencolin touchent souvent le fantastique et l'horreur pure. Carr lui préfère bientôt le docteur Gideon Fell, son héros le plus célèbre, qui possède à la fois plus de perspicacité, d'humour et d'humanité.